# ویل تیودر
ویل تیودر (انگلیسی: Will Tudor؛ زادهٔ ۱۱ آوریل ۱۹۸۷) هنرپیشه اهل بریتانیا است. وی از سال ۲۰۱۱ میلادی تاکنون مشغول فعالیت بوده‌است. او برای بازی در نقش الیور از فصل ۳ تا فصل ۵ در سریال بازی تاج‌وتخت که از شبکهٔ اچ‌بی‌او پخش شد، شناخته می‌شود. او هم چنین در سریال‌های چادر سرخ، هیومنز، شکارچیان سایه و آرزوهای بزرگ نقش ایفا کرده‌است.